# ネバダ州議会
ネバダ州議会(英語:Nevada Legislature)は、アメリカ合衆国ネバダ州の立法府である。下院（42議席）と上院（21議席）で構成される両院制の議会である。合計63議席で、アラスカ州（60議席）とデラウェア州（62議席）に次いで、米国で3番目に議席数の少ない両院制の州議会である。2019年現在、ネバダ州議会は、アメリカ合衆国の歴史上初めて女性議員が過半数を占める州議会となった。2022年現在、ネバダ州議会は上下両院とも民主党が支配している。民主党は州議会の下院で過半数を獲得し、上院に関しては、21議席中13議席を獲得し、党派構成比は61.9％となった。

## 歴史
ネバダ準州議会は、1861年のネバダ準州成立時に設立された。カーソンシティ郊外での最初の会議で、9つの郡が創設された。
1864年のネバダ州憲法によりネバダ州が成立し、州議会は上院と下院で構成されることとなった。州議会は、10年毎の国勢調査後に上院議員と下院議員の定数、および議員が割り当てられる選挙区を設定する義務がある。ただし、議員総数は75名を超えてはならない。上院議員数は下院議員数と連動しており、州憲法により上院議員数は下院議員の3分の1以上、2分の1以下と定められている。
2010年の米国国勢調査後に州議会で可決された選挙区再編成法案は知事によって拒否され、州議会は知事の拒否権を覆すことができなかった。最終的に、2011年現在のネバダ州の選挙区は州地方裁判所の命令により定められた。それ以来、上院選挙区は隣接する2つの下院選挙区を統合して形成されている。サディ・ハーストは、1918年にネバダ州議会（共和党・ワショー）に選出された初の女性議員である。1920年2月7日、連邦参政権修正条項の批准に関する特別会議が開かれた際、決議案を提出したのはリノ選出のハースト議員であった。彼女は、連邦参政権修正条項批准時に州議会を議長として率いた初の女性としても知られている。
2019年現在、第80議会は、米国史上初の女性多数派の両院制の州議会である。

### 議事堂
1864年にネバダ州がアメリカ合衆国の州として加盟してから7年間、ネバダ州議会は州会議事堂を持たなかった。1869年、州議会は州会議事堂法を可決し、ヘンリー・G・ブラスデル知事が署名して法律となった。議事堂の建設に10万ドルが投じられた。デザイナーのジョセフ・ゴスリングの監督の下、1870年にイタリア様式の建物の建設が始まった。翌年、州議会は未完成の州会議事堂で招集され、その年の半ばには工事が完了した。州議会は1971年まで州会議事堂で会議を開き、その後、上下両院は議事堂のすぐ南側に建てられた立法ビルに移転した。旧州会議事堂は現在も知事やその他の行政官庁の事務所として使用されている。かつての州議会上下両院の議場は現在博物館となっており、会議にも利用できる。

## 任期制限
州議会の議員は2年の任期で選出されるが、任期制限はネバダ州憲法第4条第4項によって、6期（12年）までとなっている。上院議員は4年の任期で選出されるが、同様に任期制限は3期（12年）までとなっている。任期制限は、1996年の住民投票を受けてネバダ州憲法に改正された。

## 会議および議員要件
州議会議員選挙後、2月の第1月曜日に州議会の会期が始まる。州議会は、会期開始から120日目の太平洋夏時間（PDT）の午前0時を過ぎないうちに、各通常会期を無期限に閉会しなければならない。120日目のPDT午前0時以降に州議会で可決された立法措置は、ネバダ州知事の招集による特別会期中に可決されたものを除き、無効となる。
州知事は、各通常会議の開始14暦日前までに、執行予算案を州議会に提出する義務がある。
州議会の会期は2年ごとで、奇数年に開かれる。ネバダ州議会は2年ごとの会期を持つ4つの州議会のうちの1つであり、他の3つはモンタナ州、ノースダコタ州、テキサス州である。
州議会のいずれかの院で議員に選出されるためには、米国市民であること、21歳以上であること、ネバダ州に1年以上居住していること、居住地区の有権者資格を有することが条件となる。

## 常任委員会
2018年7月18日時点

### 下院常任委員会
・商務労働委員会 
              ・エネルギー委員会
    ・全体委員会（連邦議会）
    ・矯正、仮釈放、保護観察委員会
    ・教育委員会
    ・政府活動委員会
    ・保健福祉委員会
    ・司法委員会
    ・立法運営・選挙委員会
    ・天然資源、農業、鉱業委員会
    ・課税委員会
    ・交通委員会
    ・歳入・歳出委員会 
               ・監査委員会
               ・一般政府委員会
               ・社会福祉委員会
               ・K-12/高等教育/CIP委員会
               ・公共安全、天然資源、交通委員会

### 上院常任委員会
・商業、労働、エネルギー委員会
              ・エネルギー委員会
   ・全体委員会
   ・財務委員会 
               ・監査委員会
               ・一般政府委員会
               ・社会福祉委員会
               ・K-12/高等教育/CIP委員会
               ・公共安全、天然資源、交通委員会
  ・政府関係委員会
  ・保健福祉委員会
  ・司法委員会
  ・立法運営および選挙委員会
  ・天然資源委員会
  ・歳入および経済開発委員会
  ・上院議事規則および手続き委員会
  ・交通委員会

## 議会内警察
州議会の警備と安全確保は、ネバダ州議会警察が担当している。同警察は、年中無休の常勤警察官と、州議会開催時には臨時で派遣される警察官で構成される。ネバダ州議会議事堂警察とは別組織である。